# Leucopogon compactus
Leucopogon compactus är en ljungväxtart som beskrevs av Stschegl. Leucopogon compactus ingår i släktet Leucopogon och familjen ljungväxter. Inga underarter finns listade i Catalogue of Life.